# Isle of Wight Championships
Die Isle of Wight Championships waren offene internationale Meisterschaften im Badminton der Isle of Wight. Sie waren eines der bedeutendsten internationalen Badmintonturniere in der Anfangszeit des Sports und wurden seit den 1920er Jahren ausgetragen. Mit der Ausbreitung des Badmintonsports über alle Kontinente verloren die Titelkämpfe in den 1970er Jahren an internationaler Bedeutung.

## Sieger
| Saison    | Herreneinzel   | Dameneinzel     | Herrendoppel                  | Damendoppel                   | Mixed                             |
| --------- | -------------- | --------------- | ----------------------------- | ----------------------------- | --------------------------------- |
| 1949      | Eddy L. Choong | Queenie Allen   | J. E. Foster K. E. Foster     | Mimi Wyatt Betty Grace        | Eddy L. Choong N. F. Hastings     |
| 1950      | Eddy J. Choong | K. M. Henderson | Eddy L. Choong Lim Say Hup    | Mimi Wyatt K. M. Henderson    | Eddy L. Choong N. F. Hastings     |
| 1955      | Eddy L. Choong | Margaret Warner | Eddy L. Choong Eddy J. Choong | K. M. Henderson Sylvia Ripley | John Timperley June White         |
| 1956      | John Timperley | Marjory Shedd   | John R. Best Peter Alcorn     | June Timperley Mimi Wyatt     | John R. Best Madge Alcorn         |
| 1957      | Oon Chong Teik | P. Warner       | Oon Chong Jin Oon Chong Teik  | Esmé Andrews Sylvia Ripley    | Ronald Lockwood Barbara Carpenter |
| 1958      | Oon Chong Jin  | Iris Rogers     | Oon Chong Jin Hugh Findlay    | P. Warner C. F. Ciniglio      | Ronald Lockwood Barbara Carpenter |
| 1959 2025 | keine Daten    | keine Daten     | keine Daten                   | keine Daten                   | keine Daten                       |